# Amt Ostholstein-Mitte
Amt Ostholstein-Mitte er et amt i det nordlige Tyskland, beliggende i den centrale del af Kreis Østholsten. Kreis Østholsten ligger i den østlige del af delstaten Slesvig-Holsten. Administrationen i amtet er beliggende i byen Schönwalde am Bungsberg.

## Historie
Amtet blev oprettet 1. januar 2005, af kommuner fra de daværende amter Neustadt-Land og Schönwalde.

## Geografi
Amtets område ligger i midten af Kreis Østholsten. Mod vest grænser det op til det højeste punkt i Slesvig-Holsten, det 167 meter høje Bungsberg, og mod øst til Østersøen.

## Kommuner i amtet
1. Altenkrempe
2. Kasseedorf
3. Schashagen
4. Schönwalde am Bungsberg
5. Sierksdorf